# 羅哲初
羅哲初，（1878年—1943年），字樹誠，號克誠子，廣西桂林人，著名中醫師，擅長針灸子午流注學說，對脈學及古方有深入研究，尤擅傷寒論，師事左修之。
左修之，又名左盛德，據傳是張仲景四十六世玄孫張紹祖的弟子，得到其師傳授的《傷寒雜病論》十六卷原稿抄本。左盛德於光緒二十年序之 ：「余聞吾師張紹祖先生之言曰：吾家傷寒一書 ，相傳共一十三稿，每成一稿，傳抄殆遍城邑，茲所有者為第十二稿，餘者或為族人所秘，或付劫灰，不外是矣。叔和所相傳為第七次稿。」，並授與羅，此即為桂林古本的由來。
羅哲初在上海、浙江、寧波、江蘇、南京一帶行醫時，與當地名醫周岐隱友好，經周介紹，結識了陝西名醫黃竹齋。見黃對傷寒論有深入研究，求知心切，遂將左修之所作的序文和目錄，讓黃抄繕發表于《光華醫學雜志》。1935年，兩人共事于南京中央國醫館，黄將該書全部抄缮成副本帶回陝西，于1939年由張伯英将其副本刻版出版，稱為《白雲閣藏本》。

## 外部連結
- 关于古本《伤寒杂病论》的研究[永久]